# Takuma Nishimura (militare)
Takuma Nishimura (西村琢磨?, Nishimura Takuma; Fukuoka, 12 settembre 1889 – Isola di Manus, 11 giugno 1951) è stato un generale giapponese, generale dell'esercito imperiale giapponese durante la seconda guerra mondiale. Dopo la resa giapponese, fu processato in Gran Bretagna e poi in Australia per crimini di guerra. Fu giustiziato nell'allora territorio australiano di Papua Nuova Guinea..

## Biografia

### Carriera
Originario della prefettura di Fukuoka, Nishimura si laureò all'Accademia dell'esercito imperiale giapponese nel 1910 e successivamente frequentò la Scuola di Ingegneria Militare laureandosi nell'Army Staff College nel 1920. Nella maggior parte della sua carriera servì in varie posizioni amministrative all'interno dello Stato Maggiore dell'esercito imperiale giapponese.
Nishimura prestò servizio come presidente della corte marziale degli ufficiali dell'esercito responsabili dell'assassinio del primo ministro Inukai Tsuyoshi nel 1932. Gli imputati ricevettero tutti delle condanne leggere. Per questo fu apparentemente ricompensato in seguito con il comando delle Guardie Imperiali, un incarico prestigioso.
Dal 1936 al 1938, Nishimura fu comandante del 9º reggimento di fanteria e dal 1938 al 1939 comandò la 1ª brigata di artiglieria pesante. Divenne capo di stato maggiore dell'Esercito di difesa orientale dal 1939 al 1940. Promosso a Maggiore Generale nel 1940, Nishimura fu al comando del corpo di spedizione dell'Indocina durante l'invasione dell'Indocina francese nel 1940. Nishimura fu promosso a Tenente Generale nel 1941.

### Seconda guerra mondiale
Durante il 1941, Nishimura comandò la 21ª Brigata Mista Indipendente, e poi la Divisione della Guardia Imperiale durante la campagna malese. Durante la battaglia di Muar, le guardie imperiali uccisero 155 prigionieri di guerra australiani e indiani in un evento noto come massacro di Parit Sulong.
In seguito alla resa delle forze alleate a Singapore, Nishimura fu a capo della metà orientale dell'isola di Singapore, e durante questo periodo avvenne il massacro di Sook Ching. Lo stesso Nishimura fu spesso in contrasto con il comandante della 25ª armata, il generale Tomoyuki Yamashita, a volte impegnandosi in una condotta che sembrava deliberatamente offensiva nei suoi confronti. Di conseguenza, alla sua divisione fu negata la Citazione della Vittoria dell'Imperatore, fu richiamato in Giappone e costretto al ritiro nell'aprile 1942.
Dal giugno 1943 al febbraio 1944, Nishimura fu nominato governatore degli Stati Shan nel nord della Birmania. Dal febbraio 1944, Nishimura fu nominato governatore militare giapponese di Sumatra, incarico che mantenne fino alla fine della guerra.

## Processi per crimini di guerra
Dopo la fine della guerra, Nishimura fu processato da un tribunale militare britannico a Singapore per gli eventi legati al massacro di Sook Ching. Fu riconosciuto colpevole di crimini di guerra, e fu condannato all'ergastolo, di cui scontò quattro anni a Singapore prima di essere rimpatriato per completare la sua condanna.
Mentre veniva rimpatriato in Giappone, a Hong Kong, Nishimura fu prelevato con la forza dalla polizia militare australiana e portato davanti al tribunale militare australiano sull'isola di Manus, dove fu accusato dei crimini in relazione al massacro di Parit Sulong: furono presentate le prove le quali dimostravano che Nishimura aveva ordinato la sparatoria a Parit Sulong e la successiva distruzione dei corpi, fu quindi dichiarato colpevole e giustiziato per impiccagione l'11 giugno 1951.
Nel 1996, il giornalista australiano Ian Ward suggerì che il procuratore dell'esercito australiano, il capitano James Godwin, un ex pilota della Royal New Zealand Navy che era stato prigioniero di guerra a Sumatra, avesse "manipolato" le prove per coinvolgere Nishimura. Le impressioni di Ward furono suggerite da alcune prove inventate da un lobbista statunitense che chiedeva un risarcimento per i prigionieri di guerra giapponesi. Ward affermò anche che Godwin non intraprese alcuna azione sulla testimonianza del tenente Fujita Seizaburo, che secondo quanto riferito dichiarò di essere responsabile del massacro di Parit Sulong. Fujita non fu accusato e il suo destino è rimasto sconosciuto.